# Залісся (Рівненський район)
Залі́сся — село в Україні, у Рівненському районі Рівненської області. Населення становить 274 осіб.  Староста Лежинський Михайло Федорович.

## Історія
У 1906 році фільварок Варковицької волості Дубенського повіту Волинської губернії. Відстань від повітового міста 17 верст, від волості 15. Дворів 1, мешканців 11.

## Населення
Згідно з переписом УРСР 1989 року чисельність наявного населення села становила 289 осіб, з яких 137 чоловіків та 152 жінки.
За переписом населення України 2001 року в селі мешкали 273 особи.

### Мова
Розподіл населення за рідною мовою за даними перепису 2001 року:
| Мова       | Кількість | Відсоток |
| ---------- | --------- | -------- |
| українська | 273       | 99.64%   |
| російська  | 1         | 0.36%    |
| Усього     | 274       | 100%     |